# 李道民
李道民（1942年7月—2020年6月6日），男，河南濮阳人，中华人民共和国政治人物，二级大法官，曾任河南省高级人民法院院长，第九、十届全国人大代表。

## 生平
1968年7月毕业于湖北大学法律系法律专业。1976年开始在河南省安阳市公安局工作，历任秘书股股长、办公室干部、副局长等职。1984年1月至1987年8月，担任河南省安阳市中级人民法院院长、党组书记。1987年8月至1996年2月，担任河南省高级人民法院副院长、审判委员会委员。1996年2月至2008年1月，担任河南省高级人民法院院长、审判委员会委员。1998年至2008年，担任第九、十届全国人大代表。曾在全国人大会议上提出修改制定反贪污贿赂法等法律法规、设立少年法院等议案。2005年当选河南省法官协会会长。
2009年5月退休。2020年6月6日4时4分在河南省郑州市逝世。